# Q̊
Q̊ (minuskule q̊) je speciální písmeno latinky. Nazývá se Q s kroužkem. Písmeno Q̊ jako takové se vůbec nepoužívá v žádném jazyce, používá se pouze ve fyzice k označení perfuze,[zdroj?] bývá však častěji místo tohoto písmena používáno i písmeno Q̇ (Q s tečkou, minuskule q̇). V Unicode je majuskulní tvar sekvence <U+0051, U+030A> a minuskulní <U+0071, U+030A>.